# Tranås kvarns municipalsamhälle
Tranås kvarn var ett municipalsamhälle som existerade från den 17 juni 1903  till den 31 december 1918 i Säby landskommun. Detta samhälle uppgick i Tranås stad när denna bildades den 1 januari 1919.
Området bestod av den del av Tranås Kvarns hemman som inte tillhörde Tranås köping. Hemmanet begränsades norrut och västerut av Lillån och gränsande sedan mot Ängaryd. Österut gick gränsen i en rak linje från Svartån vid dagens handelsträdgård ner mot platsen för Tranås stadshus. Det innebär att det som idag kallas Diplomaten, plus själva Tranås kvarn (idag Tranås Energi), med området norrut, till exempel dagens småbåtshamn tillhörde municipalsamhället. 

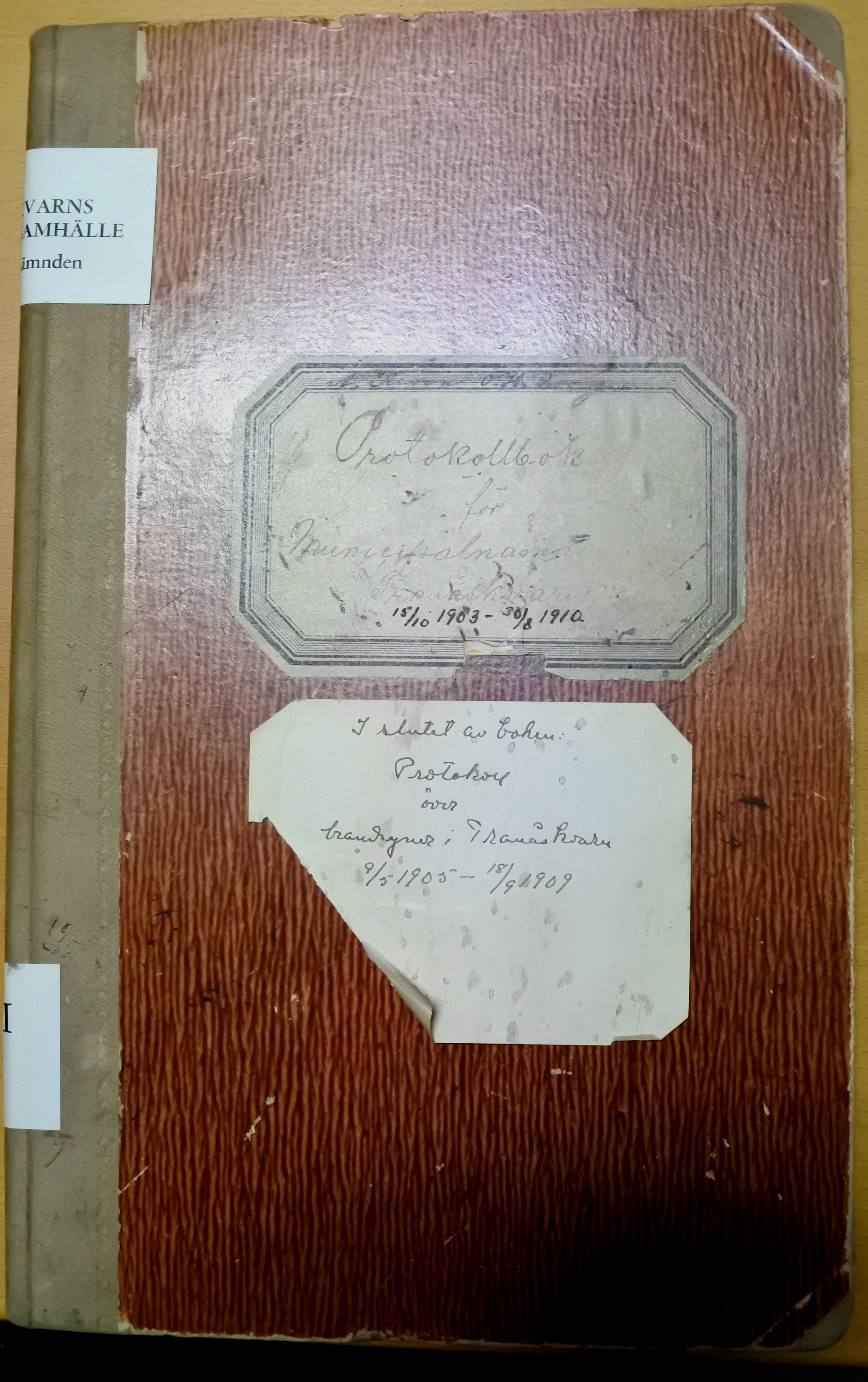
Protokollsbok för Tranås Kvarns municipalsamhälle 1903-1910. Dessa böcker finns i Tranås kommuns arkiv.

Tranås Kvarn, som ligger vid en fors i Svartån, har gamla ägor och kvarnen omnämns redan 1407, när riddaren Karl Magnusson (Örnfot) testamenterar Tranås till Vadstena kloster. Särskilt omnämns laxfisket vid Tranås kvarn. När järnvägen kom till bygden 1874 växte ett samhälle upp och Tranås köping bildades 1882 på en del av Tranås kvarns hemmans mark. Området blev snabbt för litet för den snabbt växande köpingen och det uppstod ett antal för-samhällen runt köpingen. bl. a. Tranås kvarns municipalsamhälle. Mycket beroende på de två forsar som finns i Svartån så uppstod ett antal industrier på området.